# Jacques Prévot
Ne doit pas être confondu avec Jacques Prévotat.
Jacques Prévot, né le 9 janvier 1937 et mort le 14 août 2022, est un écrivain et chercheur en littérature, spécialiste du libertinage au XVIIe siècle, et de Savinien de Cyrano de Bergerac.

## Biographie
Il enseigne à l’Université de Californie à Los Angeles, avant de rejoindre l’Institut de Français de l’Université de Paris-X-Nanterre, où il devient professeur de littérature française du XVIIe siècle.
Il dirige également de 1985 à 2006 le Département de français pour les étudiants étrangers. Il fonde le diplôme de langue, littérature et civilisation françaises de l'Université Paris X.

## Travaux

### Savinien de Cyrano de Bergerac
En 1977, Jacques Prévot édite les Œuvres complètes de Cyrano de Bergerac. En 1977 et 1978, il publie les deux volumes de Cyrano de Bergerac (Cyrano de Bergerac romancier et Cyrano de Bergerac poète et dramaturge). Une seconde version paraît en 2011, sous le titre Cyrano de Bergerac : l'écrivain de la crise. Madeleine Alcover critique vertement ce livre. Elle dénonce « une conception immobiliste du savoir, très dépendante du passé, et un manque total de recherche, sinon de curiosité ».
Prévot analyse l'œuvre de Cyrano, et propose dans son édition critique de 1976 que Cyrano est homosexuel.
Il réfute le caractère de science-fiction de ses ouvrages Histoire comique des États et Empires de la Lune et Histoire comique des États et Empires du Soleil, y voyant plutôt un « roman épistémologique », ce que conteste Claudine Nédélec, également chercheur en littérature du XVIIe siècle.

### Libertins duXVIIesiècle
Jacques Prévot est un spécialiste des libertins du XVIIe siècle.
Il rassemble des textes et les annote d'un appareil critique pour l'ouvrage en deux tomes de la Bibliothèque de la Pléiade Les Libertins du XVIIe siècle.
Alain Mothu lui prête l'intention de décrire les libertins comme promoteurs d'un « christianisme sincère simplement indocile ou « antidogmatique ».
L'historien Marc Fumaroli dit de Jacques Prévot qu'il « voit des libertins partout […] allant jusqu’à gommer, pour étoffer ses volumes, la différence de simple bon sens entre libertins de mœurs et libertins de doctrine ».

## Publications

### Éditions commentées
- Cyrano de Bergerac. Œuvres complètes., Belin, 1977
- Libertins du XVIIe siècle, tome I, Bibliothèque de la Pléiade, 1998
- Libertins du XVIIe siècle, tome II, Bibliothèque de la Pléiade, 2004

### Ouvrages sur Cyrano de Bergerac
- Cyrano de Bergerac, romancier, Belin, 1977
- Cyrano de Bergerac, poète et dramaturge. Belin, 1978
- Cyrano de Bergerac, écrivain de la crise, Elipses, 2011